# Copa México Clausura 2018
La Copa Corona MX Clausura 2018 fue la edición 52 de la Copa México que concluyó el ciclo correspondiente a la temporada 2017-2018. El torneo comenzó el 9 de enero y concluyó el 11 de abril.
En este torneo, se denotó la ausencia de América, Guadalajara, Tigres de la UANL y Tijuana debido a su participación en la Liga de Campeones de la Concacaf 2018. Aparte, esta edición marcó el regreso de Venados, Cafetaleros, Correcaminos UAT, Murciélagos, Tampico Madero, San Luis y Lobos BUAP. Los primeros cinco se ausentaron por no conseguir suficientes puntos en el Ascenso MX el torneo pasado, los potosinos por ser una nueva franquicia y los licántropos debido a su ascenso a primera división la temporada pasada.

## Sistema de competencia
La competencia de la Copa Corona MX es organizada por la Liga Bancomer MX y Ascenso Bancomer MX. Participaron en la Copa Corona MX C18 un total de 27 clubes: 14 clubes de la Liga Bancomer MX y 13 clubes del Ascenso Bancomer MX los cuales se eligieron de acuerdo a su clasificación en la temporada de la respectiva liga.
Por lo que hace a los clubes de la Liga Bancomer MX, participaron todos los clubes de esta división, a excepción de los clubes que participan en la Liga de Campeones de la Concacaf 2018 (Tigres de la UANL, América, Guadalajara y Tijuana).
En cuanto a los clubes de Ascenso Bancomer MX, participaron solo 13 clubes de esta división, descontando a los clubes Atlante, Potros UAEM y Leones Negros de la UDG, quienes ocuparon los últimos tres lugares en la tabla general de clasificación del Apertura 2017 del Ascenso Bancomer MX.

### Fase de clasificación
Se integra por 4 jornadas a jugar en 6 fechas, en las que los clubes jugaron solo con rivales de su grupo en series ida y vuelta. Los 27 clubes participantes se dividirán en 9 grupos de 3 equipos cada uno.
Los equipos de cada grupo jugaron 2 juegos ida y vuelta que se califican de la siguiente forma:
- Por juego ganado se obtendrán tres puntos
- Por juego empatado se obtendrá un punto
- Por juego perdido cero puntos

Si al finalizar las 4 jornadas, tres o más Clubes estuviesen empatados en puntos, su posición en la Tabla General de Clasificación será determinada atendiendo a los siguientes criterios de desempate:
1. Marcadores particulares entre los Clubes empatados
2. Mejor diferencia de goles anotados y recibidos
3. Mayor número de goles anotados como visitante
4. Mayor número de goles anotados
5. Tabla Fair Play
6. Sorteo

Para determinar los lugares que ocuparon los Clubes que participaron en la Fase Final de la Copa Corona MX C18, se tomará como base la Tabla General de Clasificación al término del Torneo.

### Fase final
Participaron por el título de campeón de la Copa Corona MX C18, los primeros lugares de los 9 grupos y los 7 mejores segundos.
En esta fase los equipos se enfrentaron a un solo partido resultando vencedor el que anote el mayor número de goles en el tiempo reglamentario de juego. En caso de empate en goles o que no se haya anotado ninguno, para decidir al ganador del encuentro se ejecutarían series de tiros penales.
El partido se lleva a cabo en el estadio del club que tenga mejor ubicación en la tabla general de clasificación del torneo de Copa.
La fase final se jugó de la siguiente forma:
- Octavos de final
  - 1 vs 16 → CF1
  - 2 vs 15 → CF2
  - 3 vs 14 → CF3
  - 4 vs 13 → CF4
  - 5 vs 12 → CF5
  - 6 vs 11 → CF6
  - 7 vs 10 → CF7
  - 8 vs 9 → CF8
- Cuartos de final
  - CF1 vs CF8 → SF1
  - CF2 vs CF7 → SF2
  - CF3 vs CF6 → SF3
  - CF4 vs CF5 → SF4
- Semifinales
  - SF1 vs SF4 → F1
  - SF2 vs SF3 → F2
- Final
  - F1 vs F2

## Información de los equipos
| Equipo                                        | Entrenador              | Ciudad                            | Estadio                 | Capacidad | Fundación             | Patrocinador       | Kit          |
| --------------------------------------------- | ----------------------- | --------------------------------- | ----------------------- | --------- | --------------------- | ------------------ | ------------ |
| Atlas                                         | Rubén Omar Romano       | Guadalajara, Jalisco              | Jalisco                 | 56 713    | 1916 (109 años)       | Wibe               | Adidas       |
| Atlético de San Luis                          | Alfonso Sosa            | San Luis Potosí, San Luis Potosí  | Alfonso Lastras         | 25 111    | 1999 (26 años)        | Canel´s            | Nike         |
| Cafetaleros                                   | Gabriel Caballero       | Tapachula, Chiapas                | Olímpico de Tapachula   | 21 018    | 1988 (36 años)        | Electrolit         | Silver Sport |
| Celaya                                        | Ricardo Valiño          | Celaya, Guanajuato                | Emilio Butragueño       | 26 500    | 1954 (71 años)        | Bachoco            | Keuka        |
| Cimarrones                                    | Mario García            | Hermosillo, Sonora                | Héroe de Nacozari       | 18 747    | 2013 (12 años) / 2015 | Súper Del Norte    | Lotto        |
| Archivo:Correcaminos UAT.png Correcaminos UAT | Ricardo Rayas           | Ciudad Victoria, Tamaulipas       | Marte R. Gómez          | 10 476    | 1939 (85 años)        | Aeromar            | Lotto        |
| Cruz Azul                                     | Pedro Caixinha          | Ciudad de México                  | Azul                    | 36 681    | 1927 (98 años)        | Cemento Cruz Azul  | Under Armour |
| Dorados                                       | Francisco Ramírez Gámez | Culiacán, Sinaloa                 | Banorte                 | 23 000    | 2003 (22 años)        | Coppel             | Charly       |
| Juárez                                        | Miguel de Jesús Fuentes | Ciudad Juárez, Chihuahua          | Olímpico Benito Juárez  | 23 500    | 2015 (10 años)        | S-Mart             | Carrara      |
| León                                          | Gustavo Díaz            | León, Guanajuato                  | León                    | 30 344    | 1943 (81 años)        | Telcel             | Pirma        |
| Lobos BUAP                                    | Rafael Puente del Río   | Puebla, Puebla                    | Olímpico de la BUAP     | 22 000    | 2012 (13 años)        | Zurich             | Keuka        |
| Monterrey                                     | Antonio Mohamed         | Monterrey, Nuevo León             | BBVA Bancomer           | 53 500    | 1945 (80 años)        | BBVA Bancomer      | Puma         |
| Morelia                                       | Roberto Hernández       | Morelia, Michoacán                | Morelos                 | 41 500    | 1950 (75 años)        | Caliente           | Pirma        |
| Murciélagos                                   | Luis Mendoza            | Los Mochis, Sinaloa               | Centenario Los Mochis   | 11 134    | 2008 (17 años)        | Meprosa            | Keuka        |
| Necaxa                                        | Ignacio Ambriz          | Aguascalientes, Aguascalientes    | Victoria                | 25 994    | 1923 (101 años)       | Cavall Sport       | Charly       |
| Oaxaca                                        | Irving Rubirosa         | Oaxaca, Oaxaca                    | Tecnológico de Oaxaca   | 15 200    | 2012 (12 años)        | Ópticas América    | Lotto        |
| Pachuca                                       | Diego Alonso            | Pachuca, Hidalgo                  | Hidalgo                 | 30 000    | 1892 (132 años)       | Cementos Fortaleza | Nike         |
| Puebla                                        | Enrique Meza            | Puebla, Puebla                    | Cuauhtémoc              | 51 726    | 1944 (81 años)        | Facebook           | Charly       |
| Querétaro                                     | Luis Fernando Tena      | Querétaro, Querétaro              | Corregidora             | 35 575    | 1950 (75 años)        | Banco Multiva      | Puma         |
| Santos Laguna                                 | Robert Siboldi          | Torreón, Coahuila                 | Corona                  | 30 000    | 1983 (41 años)        | Soriana            | Puma         |
| Tampico Madero                                | Eduardo Fentanes        | Tampico-Ciudad Madero, Tamaulipas | Tamaulipas              | 19 667    | 1966 (59 años)        | B Hermanos         | Charly       |
| Toluca                                        | Hernán Cristante        | Toluca, Estado de México          | Nemesio Díez            | 30 000    | 1917 (108 años)       | Citibanamex        | Under Armour |
| UNAM                                          | David Patiño            | Ciudad de México                  | Olímpico Universitario  | 68 954    | 1954 (71 años)        | DHL                | Nike         |
| Venados                                       | Bruno Marioni           | Mérida, Yucatán                   | Carlos Iturralde Rivero | 15 087    | 1987 (38 años)        | ADO                | U-Sports     |
| Veracruz                                      | Guillermo Vázquez       | Veracruz, Veracruz                | Luis "Pirata" Fuente    | 30 000    | 1943 (82 años)        | Electrolit         | Charly       |
| Zacatecas                                     | Andrés Carevic          | Zacatecas, Zacatecas              | Francisco Villa         | 14 000    | 2014 (11 años)        | Telcel             | Pirma        |
| Zacatepec                                     | Marcelo Michel Leaño    | Zacatepec, Morelos                | Agustín "Coruco" Díaz   | 24 443    | 1948 (77 años)        | Jardines de México | Kappa        |

### Equipos por Entidad Federativa
| Entidad Federativa | N.º | Equipos                           |
| ------------------ | --- | --------------------------------- |
| Ciudad de México   | 2   | Cruz Azul y UNAM                  |
| Guanajuato         | 2   | Celaya y León                     |
| Sinaloa            | 2   | Dorados y Murciélagos             |
| Puebla             | 2   | Puebla y Lobos BUAP               |
| Tamaulipas         | 2   | Tampico Madero y Correcaminos UAT |
| Jalisco            | 1   | Atlas                             |
| Estado de México   | 1   | Toluca                            |
| Nuevo León         | 1   | Monterrey                         |
| Sonora             | 1   | Cimarrones                        |
| Morelos            | 1   | Zacatepec                         |
| Coahuila           | 1   | Santos Laguna                     |
| Michoacán          | 1   | Morelia                           |
| Querétaro          | 1   | Querétaro                         |
| Veracruz           | 1   | Veracruz                          |
| Chihuahua          | 1   | Juárez                            |
| Oaxaca             | 1   | Oaxaca                            |
| Zacatecas          | 1   | Zacatecas                         |
| Aguascalientes     | 1   | Necaxa                            |
| Hidalgo            | 1   | Pachuca                           |
| Yucatán            | 1   | Venados                           |
| San Luis Potosí    | 1   | San Luis                          |
| Chiapas            | 1   | Cafetaleros                       |

### Estadios
|                                                                                            |
| Estadio Olímpico Universitario Ciudad: Ciudad de México Capacidad: 68 297 Club: Pumas UNAM |

|                                                                   |
| Estadio Jalisco Ciudad: Guadalajara Capacidad: 54 963 Club: Atlas |

|                                                                          |
| Estadio BBVA Bancomer Ciudad: Monterrey Capacidad: 53 500 Club:Monterrey |

|                                                                  |
| Estadio Cuauhtémoc Ciudad: Puebla Capacidad: 51 726 Club: Puebla |

|                                                                         |
| Estadio Azul Ciudad: Ciudad de México Capacidad: 34 253 Club: Cruz Azul |

|                                                                          |
| Estadio Morelos Ciudad: Morelia Capacidad: 34 170 Club: Monarcas Morelia |

|                                                                         |
| Estadio Corregidora Ciudad: Querétaro Capacidad: 34 107 Club: Querétaro |

|                                                        |
| Estadio León Ciudad: León Capacidad: 31 297 Club: León |

|                                                                    |
| Estadio Nemesio Díez Ciudad: Toluca Capacidad: 30 000 Club: Toluca |

| |
| Estadio Alfonso Lastras Ramírez Ciudad: San Luis Potosí Capacidad: 30 000 Club: Atlético de San Luis |

|                                                                          |
| Estadio TSM Corona Ciudad: Torreón Capacidad: 29 237 Club: Santos Laguna |

|                                                                                       |
| Estadio Luis "Pirata" Fuente Ciudad: Veracruz Capacidad: 28 703 Club: Tiburones Rojos |

|                                                                 |
| Estadio Hidalgo Ciudad: Pachuca Capacidad: 27 512 Club: Pachuca |

|                                                                                 |
| Estadio Agustín Coruco Díaz Ciudad: Zacatepec Capacidad: 24 313 Club: Zacatepec |

|                                                                        |
| Estadio Victoria Ciudad: Aguascalientes Capacidad: 23 851 Club: Necaxa |

|                                                                         |
| Estadio Emilio Butragueño Ciudad: Celaya Capacidad: 23 182 Club: Celaya |

|                                                                                           |
| Estadio Olímpico de la BUAP Ciudad: Puebla de Zaragoza Capacidad: 22 000 Club: Lobos BUAP |

|                                                                                     |
| Estadio Olímpico de Tapachula Ciudad: Tapachula Capacidad: 21 018 Club: Cafetaleros |

|                                                                                        |
| Estadio Olímpico Benito Juárez Ciudad: Ciudad Juárez Capacidad: 19 703 Club: FC Juárez |

|                                                                                           |
| Estadio Tamaulipas Ciudad: Tampico y Ciudad Madero Capacidad: 19 667 Club: Tampico Madero |

|                                                                                           |
| Estadio Héroe de Nacozari Ciudad: Hermosillo Capacidad: 18 747 Club: Cimarrones de Sonora |

|                                                                             |
| Estadio Banorte Ciudad: Culiacán Capacidad: 17 898 Club: Dorados de Sinaloa |

|                                                                                          |
| Estadio Tecnológico de Oaxaca Ciudad: Oaxaca Capacidad: 14 598 Club: Alebrijes de Oaxaca |

|                                                                                |
| Estadio Carlos Iturralde Rivero Ciudad: Mérida Capacidad: 15 087 Club: Venados |

|                                                                                        |
| Estadio Centenario (Los Mochis) Ciudad: Los Mochis Capacidad: 15 000 Club: Murciélagos |

|                                                                                        |
| Estadio Francisco Villa Ciudad: Zacatecas Capacidad: 13 820 Club: Mineros de Zacatecas |

|                                                                                         |
| Estadio Marte R. Gómez Ciudad: Ciudad Victoria Capacidad: 10 520 Club: Correcaminos UAT |

### Sorteo
El 22 de diciembre a las 14:00 h; se llevó a cabo el sorteo de la Copa Corona MX.
- El Bombo 1 está conformado por los 5 mejores ubicados en la tabla del Apertura 2017 de la Liga Bancomer MX (excluyendo a los clasificados a la Liga de Campeones de la Concacaf), y los 4 mejores ubicados en la tabla del Apertura 2017 del Ascenso Bancomer MX.

- El Bombo 2 está conformado por los siguientes 4 mejores ubicados en la tabla de la temporada Apertura 2017 de la Liga Bancomer MX, y los siguientes 5 mejor ubicados en la tabla de la temporada Apertura 2017 del Ascenso Bancomer MX.

- El Bombo 3 está conformado por los clubes que ocuparon últimos 5 lugares en la tabla de la temporada 2016-17 de la Liga Bancomer MX, y los 4 clubes restantes en la tabla de la temporada 2016-17 del Ascenso Bancomer MX que no son de los últimos 3 lugares.

| Cabezas de serie                                                               | Bombo 2 | Bombo 3                                                                                           |
| ------------------------------------------------------------------------------ | --- | ------------------------------------------------------------------------------------------------- |
| Monterrey Morelia Toluca Cruz Azul León Celaya Juárez Tampico Madero Zacatepec | Atlas · Necaxa · Lobos BUAP · Pachuca · Oaxaca · Zacatecas · Venados · Archivo:Correcaminos UAT.png Correcaminos UAT · Cimarrones | Santos Laguna Puebla Querétaro Veracruz UNAM Cafetaleros Atlético de San Luis Dorados Murciélagos |

## Fase de grupos

### Grupo 1
| Pos. | Equipo      | Pts. | PJ | G | E | P | GF | GC | Dif. | Clasificación             |
| ---- | ----------- | ---- | -- | - | - | - | -- | -- | ---- | ------------------------- |
| 1    | Cafetaleros | 9    | 4  | 3 | 0 | 1 | 8  | 6  | +2   | Acceso a octavos de final |
| 2    | León        | 7    | 4  | 2 | 1 | 1 | 8  | 5  | +3   | Acceso a octavos de final |
| 3    | Venados     | 1    | 4  | 0 | 1 | 3 | 3  | 7  | −4   |                           |

 Fuente: [cita requerida]
| Grupo 1   | Grupo 1   | Grupo 1   | Grupo 1                 | Grupo 1       | Grupo 1       |
| Local     | Resultado | Visitante | Estadio                 | Fecha         | Hora (Centro) |
| --------- | --------- | --------- | ----------------------- | ------------- | ------------- |
| León      | 1 - 0     | Venados   | León                    | 9 de enero    | 21:06         |
| Tapachula | 2 - 1     | León      | Olímpico de Tapachula   | 16 de enero   | 19:00         |
| Venados   | 1 - 2     | Tapachula | Carlos Iturralde Rivero | 23 de enero   | 19:00         |
| Venados   | 2 - 2     | León      | Carlos Iturralde Rivero | 6 de febrero  | 21:00         |
| León      | 4 - 1     | Tapachula | León                    | 20 de febrero | 21:06         |
| Tapachula | 3 - 0     | Venados   | Olímpico de Tapachula   | 28 de febrero | 19:00         |

### Grupo 2
| Pos. | Equipo    | Pts. | PJ | G | E | P | GF | GC | Dif. | Clasificación             |
| ---- | --------- | ---- | -- | - | - | - | -- | -- | ---- | ------------------------- |
| 1    | Alebrijes | 6    | 4  | 1 | 3 | 0 | 2  | 1  | +1   | Acceso a octavos de final |
| 2    | Puebla    | 5    | 4  | 1 | 2 | 1 | 3  | 3  | 0    |                           |
| 3    | Cruz Azul | 4    | 4  | 1 | 1 | 2 | 4  | 5  | −1   |                           |

 Fuente: [cita requerida]
| Grupo 2   | Grupo 2   | Grupo 2   | Grupo 2               | Grupo 2       | Grupo 2       |
| Local     | Resultado | Visitante | Estadio               | Fecha         | Hora (Centro) |
| --------- | --------- | --------- | --------------------- | ------------- | ------------- |
| Oaxaca    | 1 - 0     | Cruz Azul | Tecnológico de Oaxaca | 10 de enero   | 20:30         |
| Cruz Azul | 1 - 3     | Puebla    | Azul                  | 16 de enero   | 21:00         |
| Puebla    | 0 - 0     | Oaxaca    | Cuauhtémoc            | 23 de enero   | 21:00         |
| Puebla    | 0 - 2     | Cruz Azul | Cuauhtémoc            | 7 de febrero  | 21:00         |
| Cruz Azul | 1 - 1     | Oaxaca    | Azul                  | 20 de febrero | 19:00         |
| Oaxaca    | 0 - 0     | Puebla    | Tecnológico de Oaxaca | 28 de febrero | 19:00         |

### Grupo 3
| Pos. | Equipo           | Pts. | PJ | G | E | P | GF | GC | Dif. | Clasificación             |
| ---- | ---------------- | ---- | -- | - | - | - | -- | -- | ---- | ------------------------- |
| 1    | Monterrey        | 12   | 4  | 4 | 0 | 0 | 10 | 5  | +5   | Acceso a octavos de final |
| 2    | Correcaminos UAT | 6    | 4  | 2 | 0 | 2 | 6  | 7  | −1   |                           |
| 3    | Dorados          | 0    | 4  | 0 | 0 | 4 | 3  | 7  | −4   |                           |

 Fuente: [cita requerida]
| Grupo 3                                       | Grupo 3   | Grupo 3                                       | Grupo 3        | Grupo 3       | Grupo 3       |
| Local                                         | Resultado | Visitante                                     | Estadio        | Fecha         | Hora (Centro) |
| --------------------------------------------- | --------- | --------------------------------------------- | -------------- | ------------- | ------------- |
| Archivo:Correcaminos UAT.png Correcaminos UAT | 2 - 1     | Dorados                                       | Marte R. Gómez | 10 de enero   | 19:00         |
| Dorados                                       | 1 - 2     | Monterrey                                     | Banorte        | 17 de enero   | 21:00         |
| Monterrey                                     | 3 - 1     | Archivo:Correcaminos UAT.png Correcaminos UAT | BBVA Bancomer  | 24 de enero   | 20:30         |
| Dorados                                       | 0 - 1     | Archivo:Correcaminos UAT.png Correcaminos UAT | Banorte        | 6 de febrero  | 21:00         |
| Monterrey                                     | 2 - 1     | Dorados                                       | BBVA Bancomer  | 20 de febrero | 21:00         |
| Archivo:Correcaminos UAT.png Correcaminos UAT | 2 - 3     | Monterrey                                     | Marte R. Gómez | 27 de febrero | 19:00         |

### Grupo 4
| Pos. | Equipo               | Pts. | PJ | G | E | P | GF | GC | Dif. | Clasificación             |
| ---- | -------------------- | ---- | -- | - | - | - | -- | -- | ---- | ------------------------- |
| 1    | Toluca               | 7    | 4  | 2 | 1 | 1 | 9  | 7  | +2   | Acceso a octavos de final |
| 2    | Santos               | 7    | 4  | 2 | 1 | 1 | 3  | 3  | 0    | Acceso a octavos de final |
| 3    | Mineros de Zacatecas | 2    | 4  | 0 | 2 | 2 | 5  | 7  | −2   |                           |

 Fuente: [cita requerida]
| Grupo 4       | Grupo 4   | Grupo 4       | Grupo 4         | Grupo 4       | Grupo 4       |
| Local         | Resultado | Visitante     | Estadio         | Fecha         | Hora (Centro) |
| ------------- | --------- | ------------- | --------------- | ------------- | ------------- |
| Toluca        | 2 - 2     | Zacatecas     | Nemesio Díez    | 10 de enero   | 19:00         |
| Zacatecas     | 0 - 1     | Santos Laguna | Francisco Villa | 16 de enero   | 19:00         |
| Santos Laguna | 2 - 1     | Toluca        | Corona          | 24 de enero   | 19:00         |
| Toluca        | 2 - 0     | Santos Laguna | Nemesio Díez    | 7 de febrero  | 20:30         |
| Zacatecas     | 3 - 4     | Toluca        | Francisco Villa | 21 de febrero | 16:00         |
| Santos Laguna | 0 - 0     | Zacatecas     | Corona          | 27 de febrero | 21:00         |

### Grupo 5
| Pos. | Equipo     | Pts. | PJ | G | E | P | GF | GC | Dif. | Clasificación             |
| ---- | ---------- | ---- | -- | - | - | - | -- | -- | ---- | ------------------------- |
| 1    | UNAM       | 7    | 4  | 2 | 1 | 1 | 8  | 4  | +4   | Acceso a octavos de final |
| 2    | Lobos BUAP | 6    | 4  | 2 | 0 | 2 | 7  | 7  | 0    | Acceso a octavos de final |
| 3    | Juárez     | 4    | 4  | 1 | 1 | 2 | 4  | 8  | −4   |                           |

 Fuente: [cita requerida]
| Grupo 5    | Grupo 5   | Grupo 5    | Grupo 5                | Grupo 5       | Grupo 5       |
| Local      | Resultado | Visitante  | Estadio                | Fecha         | Hora (Centro) |
| ---------- | --------- | ---------- | ---------------------- | ------------- | ------------- |
| Juárez     | 3 - 1     | Lobos BUAP | Olímpico Benito Juárez | 10 de enero   | 21:00         |
| Lobos BUAP | 2 - 0     | UNAM       | Olímpico de la BUAP    | 17 de enero   | 20:30         |
| UNAM       | 3 - 0     | Juárez     | Olímpico Universitario | 24 de enero   | 21:00         |
| Lobos BUAP | 3 - 0     | Juárez     | Olímpico de la BUAP    | 6 de febrero  | 19:00         |
| UNAM       | 4 - 1     | Lobos BUAP | Olímpico Universitario | 21 de febrero | 20:30         |
| Juárez     | 1 - 1     | UNAM       | Olímpico Benito Juárez | 28 de febrero | 20:30         |

### Grupo 6
| Pos. | Equipo      | Pts. | PJ | G | E | P | GF | GC | Dif. | Clasificación             |
| ---- | ----------- | ---- | -- | - | - | - | -- | -- | ---- | ------------------------- |
| 1    | Zacatepec   | 9    | 4  | 3 | 0 | 1 | 6  | 6  | 0    | Acceso a octavos de final |
| 2    | Necaxa      | 7    | 4  | 2 | 1 | 1 | 7  | 3  | +4   | Acceso a octavos de final |
| 3    | Murciélagos | 1    | 4  | 0 | 1 | 3 | 2  | 6  | −4   |                           |

 Fuente: [cita requerida]
| Grupo 6     | Grupo 6   | Grupo 6     | Grupo 6               | Grupo 6       | Grupo 6       |
| Local       | Resultado | Visitante   | Estadio               | Fecha         | Hora (Centro) |
| ----------- | --------- | ----------- | --------------------- | ------------- | ------------- |
| Zacatepec   | 3 - 1     | Murciélagos | Agustín "Coruco" Díaz | 9 de enero    | 19:00         |
| Necaxa      | 5 - 0     | Zacatepec   | Victoria              | 16 de enero   | 19:00         |
| Murciélagos | 1 - 1     | Necaxa      | Centenario Los Mochis | 23 de enero   | 19:00         |
| Zacatepec   | 2 - 0     | Necaxa      | Agustín "Coruco" Díaz | 7 de febrero  | 19:00         |
| Necaxa      | 1 - 0     | Murciélagos | Victoria              | 20 de febrero | 19:00         |
| Murciélagos | 0 - 1     | Zacatepec   | Centenario Los Mochis | 27 de febrero | 19:00         |

### Grupo 7
| Pos. | Equipo         | Pts. | PJ | G | E | P | GF | GC | Dif. | Clasificación             |
| ---- | -------------- | ---- | -- | - | - | - | -- | -- | ---- | ------------------------- |
| 1    | Tampico Madero | 7    | 4  | 2 | 1 | 1 | 6  | 4  | +2   | Acceso a octavos de final |
| 2    | Atlas          | 6    | 4  | 2 | 0 | 2 | 4  | 4  | 0    | Acceso a octavos de final |
| 3    | Veracruz       | 4    | 4  | 1 | 1 | 2 | 2  | 4  | −2   |                           |

 Fuente: [cita requerida]
| Grupo 7        | Grupo 7   | Grupo 7        | Grupo 7              | Grupo 7       | Grupo 7       |
| Local          | Resultado | Visitante      | Estadio              | Fecha         | Hora (Centro) |
| -------------- | --------- | -------------- | -------------------- | ------------- | ------------- |
| Atlas          | 0 - 1     | Veracruz       | Jalisco              | 10 de enero   | 21:00         |
| Veracruz       | 0 - 2     | Tampico Madero | Luis "Pirata" Fuente | 16 de enero   | 21:00         |
| Tampico Madero | 1 - 2     | Atlas          | Tamaulipas           | 24 de enero   | 19:00         |
| Atlas          | 1 - 2     | Tampico Madero | Jalisco              | 7 de febrero  | 21:00         |
| Tampico Madero | 1 - 1     | Veracruz       | Tamaulipas           | 21 de febrero | 19:00         |
| Veracruz       | 0 - 1     | Atlas          | Luis "Pirata" Fuente | 27 de febrero | 19:00         |

### Grupo 8
| Pos. | Equipo               | Pts. | PJ | G | E | P | GF | GC | Dif. | Clasificación             |
| ---- | -------------------- | ---- | -- | - | - | - | -- | -- | ---- | ------------------------- |
| 1    | Celaya               | 6    | 4  | 2 | 0 | 2 | 5  | 5  | 0    | Acceso a octavos de final |
| 2    | Pachuca              | 6    | 4  | 2 | 0 | 2 | 3  | 3  | 0    | Acceso a octavos de final |
| 3    | Atlético de San Luis | 6    | 4  | 2 | 0 | 2 | 6  | 6  | 0    |                           |

 Fuente: [cita requerida]
Notas:
1. 1 2 3  Los equipos fueron ordenados así en base a los goles anotados de visitante. Celaya anotó 4, Pachuca 2 y Atlético de San Luis 1

| Grupo 8              | Grupo 8   | Grupo 8              | Grupo 8           | Grupo 8       | Grupo 8       |
| Local                | Resultado | Visitante            | Estadio           | Fecha         | Hora (Centro) |
| -------------------- | --------- | -------------------- | ----------------- | ------------- | ------------- |
| Atlético de San Luis | 3 - 4     | Celaya               | Alfonso Lastras   | 10 de enero   | 21:00         |
| Pachuca              | 0 - 1     | Atlético de San Luis | Hidalgo           | 16 de enero   | 21:06         |
| Celaya               | 0 - 1     | Pachuca              | Emilio Butragueño | 23 de enero   | 21:00         |
| Celaya               | 1 - 0     | Atlético de San Luis | Emilio Butragueño | 6 de febrero  | 21:00         |
| Pachuca              | 1 - 0     | Celaya               | Hidalgo           | 21 de febrero | 21:06         |
| Atlético de San Luis | 2 - 1     | Pachuca              | Alfonso Lastras   | 27 de febrero | 21:00         |

### Grupo 9
| Pos. | Equipo     | Pts. | PJ | G | E | P | GF | GC | Dif. | Clasificación             |
| ---- | ---------- | ---- | -- | - | - | - | -- | -- | ---- | ------------------------- |
| 1    | Morelia    | 6    | 4  | 2 | 0 | 2 | 6  | 6  | 0    | Acceso a octavos de final |
| 2    | Querétaro  | 6    | 4  | 2 | 0 | 2 | 5  | 5  | 0    | Acceso a octavos de final |
| 3    | Cimarrones | 6    | 4  | 2 | 0 | 2 | 4  | 4  | 0    |                           |

 Fuente: [cita requerida]
| Grupo 9    | Grupo 9   | Grupo 9    | Grupo 9           | Grupo 9       | Grupo 9       |
| Local      | Resultado | Visitante  | Estadio           | Fecha         | Hora (Centro) |
| ---------- | --------- | ---------- | ----------------- | ------------- | ------------- |
| Morelia    | 3 - 0     | Cimarrones | Morelos           | 9 de enero    | 21:00         |
| Querétaro  | 3 - 1     | Morelia    | Corregidora       | 17 de enero   | 19:00         |
| Cimarrones | 2 - 0     | Querétaro  | Héroe de Nacozari | 23 de enero   | 21:00         |
| Cimarrones | 2 - 0     | Morelia    | Héroe de Nacozari | 6 de febrero  | 21:00         |
| Querétaro  | 1 - 0     | Cimarrones | Corregidora       | 20 de febrero | 21:00         |
| Morelia    | 2 - 1     | Querétaro  | Morelos           | 27 de febrero | 21:00         |

### Mejores segundos
| Pos. | Equipo           | Pts. | PJ | G | E | P | GF | GC | Dif. | Clasificación             |
| ---- | ---------------- | ---- | -- | - | - | - | -- | -- | ---- | ------------------------- |
| 1    | Necaxa           | 7    | 4  | 2 | 1 | 1 | 7  | 3  | +4   | Acceso a octavos de final |
| 2    | León             | 7    | 4  | 2 | 1 | 1 | 8  | 5  | +3   | Acceso a octavos de final |
| 3    | Santos           | 7    | 4  | 2 | 1 | 1 | 3  | 3  | 0    | Acceso a octavos de final |
| 4    | Atlas            | 6    | 4  | 2 | 0 | 2 | 4  | 4  | 0    | Acceso a octavos de final |
| 5    | Lobos BUAP       | 6    | 4  | 2 | 0 | 2 | 7  | 7  | 0    | Acceso a octavos de final |
| 6    | Pachuca          | 6    | 4  | 2 | 0 | 2 | 3  | 3  | 0    | Acceso a octavos de final |
| 7    | Querétaro        | 6    | 4  | 2 | 0 | 2 | 5  | 5  | 0    | Acceso a octavos de final |
| 8    | Correcaminos UAT | 6    | 4  | 2 | 0 | 2 | 6  | 7  | −1   |                           |
| 9    | Puebla           | 5    | 4  | 1 | 2 | 1 | 3  | 3  | 0    |                           |

 Fuente: [cita requerida]
Notas:
1. 1 2 3 4  Los equipos fueron ordenados así en base a los goles anotados de visitante. Atlas anotó 3, Lobos BUAP y Pachuca 2, y Querétaro 1. Lobos BUAP se puso arriba de Pachuca por mayor cantidad de goles a favor.

## Tabla general
| Pos. | Equipo         | Pts. | PJ | G | E | P | GF | GC | Dif. |
| ---- | -------------- | ---- | -- | - | - | - | -- | -- | ---- |
| 1    | Monterrey      | 12   | 4  | 4 | 0 | 0 | 10 | 5  | +5   |
| 2    | Cafetaleros    | 9    | 4  | 3 | 0 | 1 | 7  | 6  | +1   |
| 3    | Zacatepec      | 9    | 4  | 3 | 0 | 1 | 6  | 6  | 0    |
| 4    | UNAM           | 7    | 4  | 2 | 1 | 1 | 8  | 4  | +4   |
| 5    | Necaxa         | 7    | 4  | 2 | 1 | 1 | 7  | 3  | +4   |
| 6    | León           | 7    | 4  | 2 | 1 | 1 | 8  | 5  | +3   |
| 7    | Toluca         | 7    | 4  | 2 | 1 | 1 | 9  | 7  | +2   |
| 8    | Tampico Madero | 7    | 4  | 2 | 1 | 1 | 6  | 4  | +2   |
|      |                |      |    |   |   |   |    |    |      |
| 9    | Santos         | 7    | 4  | 2 | 1 | 1 | 3  | 3  | 0    |
| 10   | Alebrijes      | 6    | 4  | 1 | 3 | 0 | 2  | 1  | +1   |
| 11   | Celaya         | 6    | 4  | 2 | 0 | 2 | 5  | 5  | 0    |
| 12   | Atlas          | 6    | 4  | 2 | 0 | 2 | 4  | 4  | 0    |
| 13   | Lobos BUAP     | 6    | 4  | 2 | 0 | 2 | 7  | 7  | 0    |
| 14   | Pachuca        | 6    | 4  | 2 | 0 | 2 | 3  | 3  | 0    |
| 15   | Morelia        | 6    | 4  | 2 | 0 | 2 | 6  | 6  | 0    |
| 16   | Querétaro      | 6    | 4  | 2 | 0 | 2 | 5  | 5  | 0    |

 Fuente: [cita requerida]
Notas:
1. 1 2 3 4 5 6  Los equipos fueron ordenados así en base a los goles anotados de visitante. Celaya anotó 4, Atlas anotó 3, Lobos BUAP y Pachuca 2, y Querétaro 1. Lobos BUAP se puso arriba de Pachuca por mayor cantidad de goles a favor.

## Fase final
|  | Octavos de final       | Octavos de final       | Octavos de final       |             |       | Cuartos de final         | Cuartos de final         | Cuartos de final         |  |   | Semifinales        | Semifinales        | Semifinales        |  |   | Final               | Final               | Final               |  |
|  | 6 y 7 de marzo de 2018 | 6 y 7 de marzo de 2018 | 6 y 7 de marzo de 2018 |             |       | 13 y 14 de marzo de 2018 | 13 y 14 de marzo de 2018 | 13 y 14 de marzo de 2018 |  |   | 4 de abril de 2018 | 4 de abril de 2018 | 4 de abril de 2018 |  |   | 11 de abril de 2018 | 11 de abril de 2018 | 11 de abril de 2018 |  |
|  |                        |                        |                        |             |       |                          |                          |                          |  |   |                    |                    |                    |  |   |                     |                     |                     |  |
|  |                        |                        |                        |             |       |                          |                          |                          |  |   |                    |                    |                    |  |   |                     |                     |                     |  |
|  | 4                      | UNAM                   | 3                      |             |       |                          |                          |                          |  |   |                    |                    |                    |  |   |                     |                     |                     |  |
|  | 4                      | UNAM                   | 3                      |             |       |                          |                          |                          |  |   |                    |                    |                    |  |   |                     |                     |                     |  |
|  | 13                     | Lobos BUAP             | 0                      |             |       |                          |                          |                          |  |   |                    |                    |                    |  |   |                     |                     |                     |  |
|  | 13                     | Lobos BUAP             | 0                      |             | 4     | UNAM                     | 1                        |                          |  |   |                    |                    |                    |  |   |                     |                     |                     |  |
|  |                        |                        |                        |             | 4     | UNAM                     | 1                        |                          |  |   |                    |                    |                    |  |   |                     |                     |                     |  |
|  |                        |                        | 5                      | Necaxa      | 2     |                          |                          |                          |  |   |                    |                    |                    |  |   |                     |                     |                     |  |
|  | 5                      | Necaxa                 | 5                      | Necaxa      | 2     | 2                        |                          |                          |  |   |                    |                    |                    |  |   |                     |                     |                     |  |
|  | 5                      | Necaxa                 |                        |             |       |                          |                          |                          |  |   |                    |                    |                    |  |   |                     |                     |                     |  |
|  | 12                     | Atlas                  | 1                      |             |       |                          |                          |                          |  |   |                    |                    |                    |  |   |                     |                     |                     |  |
|  | 12                     | Atlas                  | 1                      |             |       |                          |                          |                          |  | 5 | Necaxa             | 2                  |                    |  |   |                     |                     |                     |  |
|  |                        |                        |                        |             |       |                          |                          |                          |  | 5 | Necaxa             | 2                  |                    |  |   |                     |                     |                     |  |
|  |                        |                        | 9                      | Santos      | 1     |                          |                          |                          |  |   |                    |                    |                    |  |   |                     |                     |                     |  |
|  | 8                      | Tampico Madero         | 9                      | Santos      | 1     | 0                        |                          |                          |  |   |                    |                    |                    |  |   |                     |                     |                     |  |
|  | 8                      | Tampico Madero         |                        |             |       |                          |                          |                          |  |   |                    |                    |                    |  |   |                     |                     |                     |  |
|  | 9                      | Santos                 | 1                      |             |       |                          |                          |                          |  |   |                    |                    |                    |  |   |                     |                     |                     |  |
|  | 9                      | Santos                 | 1                      |             | 9     | Santos                   | 1                        |                          |  |   |                    |                    |                    |  |   |                     |                     |                     |  |
|  |                        |                        |                        |             | 9     | Santos                   | 1                        |                          |  |   |                    |                    |                    |  |   |                     |                     |                     |  |
|  |                        |                        | 16                     | Querétaro   | 0     |                          |                          |                          |  |   |                    |                    |                    |  |   |                     |                     |                     |  |
|  | 1                      | Monterrey              | 16                     | Querétaro   | 0     | 1 (2)                    |                          |                          |  |   |                    |                    |                    |  |   |                     |                     |                     |  |
|  | 1                      | Monterrey              |                        |             |       |                          |                          |                          |  |   |                    |                    |                    |  |   |                     |                     |                     |  |
|  | 16                     | Querétaro (p.)         | 1 (3)                  |             |       |                          |                          |                          |  |   |                    |                    |                    |  |   |                     |                     |                     |  |
|  | 16                     | Querétaro (p.)         | 1 (3)                  |             |       |                          |                          |                          |  |   |                    |                    |                    |  | 5 | Necaxa              | 1                   |                     |  |
|  |                        |                        |                        |             |       |                          |                          |                          |  |   |                    |                    |                    |  | 5 | Necaxa              | 1                   |                     |  |
|  |                        |                        | 7                      | Toluca      | 0     |                          |                          |                          |  |   |                    |                    |                    |  |   |                     |                     |                     |  |
|  | 3                      | Zacatepec (p.)         | 7                      | Toluca      | 0     | 1 (5)                    |                          |                          |  |   |                    |                    |                    |  |   |                     |                     |                     |  |
|  | 3                      | Zacatepec (p.)         |                        |             |       |                          |                          |                          |  |   |                    |                    |                    |  |   |                     |                     |                     |  |
|  | 14                     | Pachuca                | 1 (3)                  |             |       |                          |                          |                          |  |   |                    |                    |                    |  |   |                     |                     |                     |  |
|  | 14                     | Pachuca                | 1 (3)                  |             | 3     | Zacatepec (p.)           | 1 (7)                    |                          |  |   |                    |                    |                    |  |   |                     |                     |                     |  |
|  |                        |                        |                        |             | 3     | Zacatepec (p.)           | 1 (7)                    |                          |  |   |                    |                    |                    |  |   |                     |                     |                     |  |
|  |                        |                        | 6                      | León        | 1 (6) |                          |                          |                          |  |   |                    |                    |                    |  |   |                     |                     |                     |  |
|  | 6                      | León                   | 6                      | León        | 1 (6) | 4                        |                          |                          |  |   |                    |                    |                    |  |   |                     |                     |                     |  |
|  | 6                      | León                   |                        |             |       |                          |                          |                          |  |   |                    |                    |                    |  |   |                     |                     |                     |  |
|  | 11                     | Celaya                 | 1                      |             |       |                          |                          |                          |  |   |                    |                    |                    |  |   |                     |                     |                     |  |
|  | 11                     | Celaya                 | 1                      |             |       |                          |                          |                          |  | 3 | Zacatepec          | 1 (3)              |                    |  |   |                     |                     |                     |  |
|  |                        |                        |                        |             |       |                          |                          |                          |  | 3 | Zacatepec          | 1 (3)              |                    |  |   |                     |                     |                     |  |
|  |                        |                        | 7                      | Toluca (p.) | 1 (4) |                          |                          |                          |  |   |                    |                    |                    |  |   |                     |                     |                     |  |
|  | 2                      | Cafetaleros            | 7                      | Toluca (p.) | 1 (4) | 4                        |                          |                          |  |   |                    |                    |                    |  |   |                     |                     |                     |  |
|  | 2                      | Cafetaleros            |                        |             |       |                          |                          |                          |  |   |                    |                    |                    |  |   |                     |                     |                     |  |
|  | 15                     | Morelia                | 2                      |             |       |                          |                          |                          |  |   |                    |                    |                    |  |   |                     |                     |                     |  |
|  | 15                     | Morelia                | 2                      |             | 2     | Cafetaleros              | 1                        |                          |  |   |                    |                    |                    |  |   |                     |                     |                     |  |
|  |                        |                        |                        |             | 2     | Cafetaleros              | 1                        |                          |  |   |                    |                    |                    |  |   |                     |                     |                     |  |
|  |                        |                        | 7                      | Toluca      | 3     |                          |                          |                          |  |   |                    |                    |                    |  |   |                     |                     |                     |  |
|  | 7                      | Toluca                 | 7                      | Toluca      | 3     | 2                        |                          |                          |  |   |                    |                    |                    |  |   |                     |                     |                     |  |
|  | 7                      | Toluca                 |                        |             |       |                          |                          |                          |  |   |                    |                    |                    |  |   |                     |                     |                     |  |
|  | 10                     | Alebrijes              | 0                      |             |       |                          |                          |                          |  |   |                    |                    |                    |  |   |                     |                     |                     |  |
|  | 10                     | Alebrijes              | 0                      |             |       |                          |                          |                          |  |   |                    |                    |                    |  |   |                     |                     |                     |  |
|  |                        |                        |                        |             |       |                          |                          |                          |  |   |                    |                    |                    |  |   |                     |                     |                     |  |

- Campeón clasifica a la Supercopa MX 2017-18.

### Octavos de final

#### Cafetaleros - Morelia
| 6 de marzo de 2018, 19:00 | Cafetaleros                                                 | 4:2 (1:2) | Morelia                                | Estadio Olímpico de Tapachula, Tapachula                           |                                                                    |
|                           | Bárcenas 15' · Ed. Pérez 52' (pen.) 56' · Rangel 55' (a.g.) | Reporte   | Vegas 37' · J. P. Rodríguez 45' (pen.) | Asistencia: 21 010 espectadores Árbitro(s): Eduardo Galván Basulto | Asistencia: 21 010 espectadores Árbitro(s): Eduardo Galván Basulto |

#### Necaxa - Atlas
| 6 de marzo de 2018, 19:00 | Necaxa                   | 2:1 (0:0) | Atlas      | Estadio Victoria, Aguascalientes                                   |                                                                    |
|                           | Barragán 63' · Pérez 86' | Reporte   | Soko 90+2' | Asistencia: 13 860 espectadores Árbitro(s): Eduardo Galván Basulto | Asistencia: 13 860 espectadores Árbitro(s): Eduardo Galván Basulto |

#### Toluca - Oaxaca
| 6 de marzo de 2018, 21:00 | Toluca          | 2:0 (1:0) | Oaxaca | Estadio Nemesio Díez, Toluca                                     |                                                                  |
|                           | Canelo 15', 54' | Reporte   |        | Asistencia: 17 247 espectadores Árbitro(s): León Vicente Barajas | Asistencia: 17 247 espectadores Árbitro(s): León Vicente Barajas |

#### Tampico Madero - Santos Laguna
| 6 de marzo de 2018, 21:00 | Tampico Madero | 0:1 (0:1) | Santos Laguna | Estadio Tamaulipas, Tampico y Ciudad Madero                           |                                                                       |
|                           |                | Reporte   | Araujo 44'    | Asistencia: 10 445 espectadores Árbitro(s): Jonathan Hernández Juárez | Asistencia: 10 445 espectadores Árbitro(s): Jonathan Hernández Juárez |

#### Monterrey - Querétaro
| 7 de marzo de 2018, 19:00 | Monterrey                                              | 1:1 (1:1) (2:3 p.)         | Querétaro                                     | Estadio BBVA Bancomer, Guadalupe                                        |                                                                         |
|                           | Pabón 35'                                              | Reporte                    | Sanvezzo 38'                                  | Asistencia: 19 257 espectadores Árbitro(s): Miguel Ángel Chacón Viveros | Asistencia: 19 257 espectadores Árbitro(s): Miguel Ángel Chacón Viveros |
|                           |                                                        | Tiros desde el punto penal |                                               |                                                                         |                                                                         |
|                           | Pabón · C. Sánchez · N. Sánchez · Funes Mori · Hurtado |                            | Sanvezzo · Benítez · Pérez · Bornstein · Romo |                                                                         |                                                                         |

#### Zacatepec - Pachuca
| 7 de marzo de 2018, 19:00 | Zacatepec                                           | 1:1 (1:0) (5:3 p.)         | Pachuca                                | Estadio Agustín Coruco Díaz, Zacatepec                        |                                                               |
|                           | G. Hernández 11'                                    | Reporte                    | Jara 63'                               | Asistencia: 7 230 espectadores Árbitro(s): Oscar Mejía García | Asistencia: 7 230 espectadores Árbitro(s): Oscar Mejía García |
|                           |                                                     | Tiros desde el punto penal |                                        |                                                               |                                                               |
|                           | Ramírez · G. Hernández · Rodríguez · Lázaro · Neira |                            | Jara · P. López · de la Rosa · Herrera |                                                               |                                                               |

#### UNAM - Lobos BUAP
| 7 de marzo de 2018, 21:00 | UNAM                                      | 3:0 (0:0) | Lobos BUAP | Estadio Olímpico Universitario, Ciudad de México                    |                                                                     |
|                           | Mendoza 48' · Gallardo 73' · Alustiza 88' | Reporte   |            | Asistencia: 7 550 espectadores Árbitro(s): Fernando Hernández Gómez | Asistencia: 7 550 espectadores Árbitro(s): Fernando Hernández Gómez |

#### León - Celaya
| 7 de marzo de 2018, 21:06 | León                               | 4:1 (3:0) | Celaya      | Estadio León, León                                                   |                                                                      |
|                           | Boselli 20', 25', 30' · Cerato 81' | Reporte   | Galeana 84' | Asistencia: 16 188 espectadores Árbitro(s): Adonai Escobedo González | Asistencia: 16 188 espectadores Árbitro(s): Adonai Escobedo González |

### Cuartos de final

#### Zacatepec - León
| 13 de marzo de 2018, 19:00 | Zacatepec                                                                        | 1:1 (0:1) (7:6 p.)         | León                                                                                   | Estadio Agustín Coruco Díaz, Zacatepec                          |                                                                 |
|                            | G. Hernández 50'                                                                 | Reporte                    | Akrong 6' (a.g.)                                                                       | Asistencia: 10 630 espectadores Árbitro(s): Roberto Ríos Jácome | Asistencia: 10 630 espectadores Árbitro(s): Roberto Ríos Jácome |
|                            |                                                                                  | Tiros desde el punto penal |                                                                                        |                                                                 |                                                                 |
|                            | - Ramírez - G. Hernández - Rodríguez - Lázaro - Neira - Zendejas - López - Elbis |                            | - Hernández - Ramos - Donovan - C. González - Andrade - Piris - J. Rodríguez - Herrera |                                                                 |                                                                 |

#### Santos Laguna - Querétaro
| 13 de marzo de 2018, 21:00 | Santos Laguna | 1:0 (1:0) | Querétaro | Estadio Corona, Torreón                                              |                                                                      |
|                            | Rodríguez 10' | Reporte   |           | Asistencia: 14 582 espectadores Árbitro(s): Marco Antonio Ortiz Nava | Asistencia: 14 582 espectadores Árbitro(s): Marco Antonio Ortiz Nava |

#### Cafetaleros - Toluca
| 14 de marzo de 2018, 19:00 | Cafetaleros   | 1:3 (0:1) | Toluca                        | Estadio Olímpico de Tapachula, Tapachula                       |                                                                |
|                            | Ed. Pérez 53' | Reporte   | Benítez 23' · Canelo 61', 65' | Asistencia: 21 018 espectadores Árbitro(s): Óscar Mejía García | Asistencia: 21 018 espectadores Árbitro(s): Óscar Mejía García |

#### UNAM - Necaxa
| 14 de marzo de 2018, 21:00 | UNAM        | 1:2 (1:0) | Necaxa                       | Estadio Olímpico Universitario, Ciudad de México                     |                                                                      |
|                            | Castillo 2' | Reporte   | M. Fernández 55' · Pérez 78' | Asistencia: 13 785 espectadores Árbitro(s): Adonai Escobedo González | Asistencia: 13 785 espectadores Árbitro(s): Adonai Escobedo González |

### Semifinales

#### Zacatepec - Toluca
| 4 de abril de 2018, 19:00 | Zacatepec                                                | 1:1 (0:0) (3:4 p.)         | Toluca                                                       | Estadio Agustín Coruco Díaz, Zacatepec                               |                                                                      |
|                           | Neira 61'                                                | Reporte                    | Sambueza 65' (pen.)                                          | Asistencia: 23 351 espectadores Árbitro(s): Adonai Escobedo González | Asistencia: 23 351 espectadores Árbitro(s): Adonai Escobedo González |
|                           |                                                          | Tiros desde el punto penal |                                                              |                                                                      |                                                                      |
|                           | - Ramírez - Ivanobski - Zendejas - Sousa - Neira - López |                            | - Canelo - Barrientos - Quiñones - Sambueza - Salinas - Ríos |                                                                      |                                                                      |

#### Necaxa - Santos Laguna
| 4 de abril de 2018, 21:00 | Necaxa                   | 2:1 (1:1) | Santos Laguna | Estadio Victoria, Aguascalientes                               |                                                                |
|                           | Barragán 8' · Dávila 90' | Reporte   | Alcoba 18'    | Asistencia: 11 250 espectadores Árbitro(s): César Arturo Ramos | Asistencia: 11 250 espectadores Árbitro(s): César Arturo Ramos |

### Final

#### Necaxa - Toluca
| 11 de abril de 2018, 20:00 | Necaxa              | 1:0 (0:0) | Toluca | Estadio Victoria, Aguascalientes                               |                                                                |
|                            | Santiago García 86' | Reporte   |        | Asistencia: 19,223 espectadores Árbitro(s): César Arturo Ramos | Asistencia: 19,223 espectadores Árbitro(s): César Arturo Ramos |

#### Ficha
| 1     | POR   | Marcelo Barovero   |       |
| 2     | DEF   | Brayan Beckeles    |       |
| 17    | DEF   | Miguel Ponce       | 90+3' |
| 5     | DEF   | Igor Lichnovsky    |       |
| 31    | DEF   | Ventura Alvarado   |       |
| 24    | MED   | Fernando González  |       |
| 13    | MED   | Roberto Alvarado   |       |
| 10    | MED   | Dieter Villalpando | 89'   |
| 15    | MED   | Víctor Dávila      | 75'   |
| 18    | MED   | Luis Gallegos      |       |
| 32    | DEL   | Carlos González    |       |
| D. T. | D. T. | Ignacio Ambriz     |       |

| 1     | POR   | Alfredo Talavera |     |
| 5     | DEF   | Osvaldo González |     |
| 3     | DEF   | Santiago García  |     |
| 13    | DEF   | Aldo Benítez     | 76' |
| 26    | DEF   | Cristian Borja   |     |
| 24    | MED   | Pablo Barrientos |     |
| 14    | MED   | Rubens Sambueza  |     |
| 15    | MED   | Antonio Ríos     | 88' |
| 35    | MED   | Juan Delgadillo  | 58' |
| 25    | DEL   | Alexis Canelo    |     |
| 23    | DEL   | Luis Quiñones    |     |
| D. T. | D. T. | Hernán Cristante |     |

| 9  | Delantero      | Martín Barragán | 75'   |
| 33 | Defensa        | Mario de Luna   | 89'   |
| 8  | Centrocampista | Xavier Báez     | 90+3' |

| 10 | Delantero | Ángel Reyna      | 58' |
| 4  | Defensa   | Maximiliano Perg | 76' |
| 20 | Delantero | Fernando Uribe   | 88' |

| 87' | Santiago García | 1:0 |

| 50' · 68' | Ventura Alvarado Miguel Ponce |

| 14' · 35' | Santiago García Rubens Sambueza |

| 90+3' · 90+4' | Pablo Barrientos Rubens Sambueza |

| Principal  | César Arturo Ramos             |
| Asistentes | Marvin César Torrentera Rivera |
|            | Miguel Ángel Hernández Paredes |
| Cuarto     | Adonai Escobedo González       |

|                    |     |     |
| Tiros              | 7   | 5   |
| Tiros a puerta     | 1   | 0   |
| Faltas             | 6   | 9   |
| Saques de esquina  | 6   | 11  |
| Penaltis           | 0   | 0   |
| Fueras de juego    | 1   | 5   |
| Posesión del balón | 56% | 44% |

| Alineación inicial |

| 1     | POR   | Marcelo Barovero   |       |
| 2     | DEF   | Brayan Beckeles    |       |
| 17    | DEF   | Miguel Ponce       | 90+3' |
| 5     | DEF   | Igor Lichnovsky    |       |
| 31    | DEF   | Ventura Alvarado   |       |
| 24    | MED   | Fernando González  |       |
| 13    | MED   | Roberto Alvarado   |       |
| 10    | MED   | Dieter Villalpando | 89'   |
| 15    | MED   | Víctor Dávila      | 75'   |
| 18    | MED   | Luis Gallegos      |       |
| 32    | DEL   | Carlos González    |       |
| D. T. | D. T. | Ignacio Ambriz     |       |

| 1     | POR   | Alfredo Talavera |     |
| 5     | DEF   | Osvaldo González |     |
| 3     | DEF   | Santiago García  |     |
| 13    | DEF   | Aldo Benítez     | 76' |
| 26    | DEF   | Cristian Borja   |     |
| 24    | MED   | Pablo Barrientos |     |
| 14    | MED   | Rubens Sambueza  |     |
| 15    | MED   | Antonio Ríos     | 88' |
| 35    | MED   | Juan Delgadillo  | 58' |
| 25    | DEL   | Alexis Canelo    |     |
| 23    | DEL   | Luis Quiñones    |     |
| D. T. | D. T. | Hernán Cristante |     |

| 9  | Delantero      | Martín Barragán | 75'   |
| 33 | Defensa        | Mario de Luna   | 89'   |
| 8  | Centrocampista | Xavier Báez     | 90+3' |

| 10 | Delantero | Ángel Reyna      | 58' |
| 4  | Defensa   | Maximiliano Perg | 76' |
| 20 | Delantero | Fernando Uribe   | 88' |

| 87' | Santiago García | 1:0 |

| 50' · 68' | Ventura Alvarado Miguel Ponce |

| 14' · 35' | Santiago García Rubens Sambueza |

| 90+3' · 90+4' | Pablo Barrientos Rubens Sambueza |

| Principal  | César Arturo Ramos             |
| Asistentes | Marvin César Torrentera Rivera |
|            | Miguel Ángel Hernández Paredes |
| Cuarto     | Adonai Escobedo González       |

|                    |     |     |
| Tiros              | 7   | 5   |
| Tiros a puerta     | 1   | 0   |
| Faltas             | 6   | 9   |
| Saques de esquina  | 6   | 11  |
| Penaltis           | 0   | 0   |
| Fueras de juego    | 1   | 5   |
| Posesión del balón | 56% | 44% |

| Alineación inicial |

| 1     | POR   | Marcelo Barovero   |       |
| 2     | DEF   | Brayan Beckeles    |       |
| 17    | DEF   | Miguel Ponce       | 90+3' |
| 5     | DEF   | Igor Lichnovsky    |       |
| 31    | DEF   | Ventura Alvarado   |       |
| 24    | MED   | Fernando González  |       |
| 13    | MED   | Roberto Alvarado   |       |
| 10    | MED   | Dieter Villalpando | 89'   |
| 15    | MED   | Víctor Dávila      | 75'   |
| 18    | MED   | Luis Gallegos      |       |
| 32    | DEL   | Carlos González    |       |
| D. T. | D. T. | Ignacio Ambriz     |       |

| 1     | POR   | Alfredo Talavera |     |
| 5     | DEF   | Osvaldo González |     |
| 3     | DEF   | Santiago García  |     |
| 13    | DEF   | Aldo Benítez     | 76' |
| 26    | DEF   | Cristian Borja   |     |
| 24    | MED   | Pablo Barrientos |     |
| 14    | MED   | Rubens Sambueza  |     |
| 15    | MED   | Antonio Ríos     | 88' |
| 35    | MED   | Juan Delgadillo  | 58' |
| 25    | DEL   | Alexis Canelo    |     |
| 23    | DEL   | Luis Quiñones    |     |
| D. T. | D. T. | Hernán Cristante |     |

| 9  | Delantero      | Martín Barragán | 75'   |
| 33 | Defensa        | Mario de Luna   | 89'   |
| 8  | Centrocampista | Xavier Báez     | 90+3' |

| 10 | Delantero | Ángel Reyna      | 58' |
| 4  | Defensa   | Maximiliano Perg | 76' |
| 20 | Delantero | Fernando Uribe   | 88' |

| 87' | Santiago García | 1:0 |

| 50' · 68' | Ventura Alvarado Miguel Ponce |

| 14' · 35' | Santiago García Rubens Sambueza |

| 90+3' · 90+4' | Pablo Barrientos Rubens Sambueza |

| Principal  | César Arturo Ramos             |
| Asistentes | Marvin César Torrentera Rivera |
|            | Miguel Ángel Hernández Paredes |
| Cuarto     | Adonai Escobedo González       |

|                    |     |     |
| Tiros              | 7   | 5   |
| Tiros a puerta     | 1   | 0   |
| Faltas             | 6   | 9   |
| Saques de esquina  | 6   | 11  |
| Penaltis           | 0   | 0   |
| Fueras de juego    | 1   | 5   |
| Posesión del balón | 56% | 44% |

| Alineación inicial |

| 1     | POR   | Marcelo Barovero   |       |
| 2     | DEF   | Brayan Beckeles    |       |
| 17    | DEF   | Miguel Ponce       | 90+3' |
| 5     | DEF   | Igor Lichnovsky    |       |
| 31    | DEF   | Ventura Alvarado   |       |
| 24    | MED   | Fernando González  |       |
| 13    | MED   | Roberto Alvarado   |       |
| 10    | MED   | Dieter Villalpando | 89'   |
| 15    | MED   | Víctor Dávila      | 75'   |
| 18    | MED   | Luis Gallegos      |       |
| 32    | DEL   | Carlos González    |       |
| D. T. | D. T. | Ignacio Ambriz     |       |

| 1     | POR   | Alfredo Talavera |     |
| 5     | DEF   | Osvaldo González |     |
| 3     | DEF   | Santiago García  |     |
| 13    | DEF   | Aldo Benítez     | 76' |
| 26    | DEF   | Cristian Borja   |     |
| 24    | MED   | Pablo Barrientos |     |
| 14    | MED   | Rubens Sambueza  |     |
| 15    | MED   | Antonio Ríos     | 88' |
| 35    | MED   | Juan Delgadillo  | 58' |
| 25    | DEL   | Alexis Canelo    |     |
| 23    | DEL   | Luis Quiñones    |     |
| D. T. | D. T. | Hernán Cristante |     |

| 9  | Delantero      | Martín Barragán | 75'   |
| 33 | Defensa        | Mario de Luna   | 89'   |
| 8  | Centrocampista | Xavier Báez     | 90+3' |

| 10 | Delantero | Ángel Reyna      | 58' |
| 4  | Defensa   | Maximiliano Perg | 76' |
| 20 | Delantero | Fernando Uribe   | 88' |

| 87' | Santiago García | 1:0 |

| 50' · 68' | Ventura Alvarado Miguel Ponce |

| 14' · 35' | Santiago García Rubens Sambueza |

| 90+3' · 90+4' | Pablo Barrientos Rubens Sambueza |

| Principal  | César Arturo Ramos             |
| Asistentes | Marvin César Torrentera Rivera |
|            | Miguel Ángel Hernández Paredes |
| Cuarto     | Adonai Escobedo González       |

|                    |     |     |
| Tiros              | 7   | 5   |
| Tiros a puerta     | 1   | 0   |
| Faltas             | 6   | 9   |
| Saques de esquina  | 6   | 11  |
| Penaltis           | 0   | 0   |
| Fueras de juego    | 1   | 5   |
| Posesión del balón | 56% | 44% |

| Alineación inicial |

|            |
| Campeón    |
| Necaxa     |
| 4.º título |

## Estadísticas

### Máximos goleadores
Lista con los máximos goleadores del torneo, * Datos según la página oficial.
| Pos. | Jugador         | Equipo         | Goles | Penal | Minutos |
| ---- | --------------- | -------------- | ----- | ----- | ------- |
| 1°   | Carlos Sánchez  | Monterrey      | 3     |       | 360     |
| 2°   | Leonardo Ramos  | Cafetaleros    | 3     |       | 100     |
| 3°   | Alan Mendoza    | UNAM           | 3     |       | 360     |
| 4°   | Mauro Boselli   | León           | 3     |       | 174     |
| 5°   | Alexis Canelo   | Toluca         | 3     |       | 192     |
| 6°   | Eduardo Aguirre | Tampico Madero | 3     |       | 210     |